# Robot (musikgrupp)
Robot var en svensk pop, indiepop- och synthpopgrupp som bildades år 1995. De släppte 1997 sitt debutalbum Automagic med hitsen Members of the Stars, Gross och Kick the Bucket. Gruppen bestod av Stefan Strandberg på sång och gitarr, Karl-Linus Börjesson på basgitarr och sång, Magnus Bjerner (född Hägglund) på orgel och synth och Janne Strang på trummor. Janne Strang lämnade dock gruppen tidigt och ersattes av en trummaskin, som sedermera blev gruppens kännetecken. Gruppens andra album Fake or Real, som släpptes 2000, blev antagligen också gruppens sista.

## Album
- Automagic (1997)
- Fake or Real (2000)

## Singlar
- Gross (1997)
- Members of the Stars (1997)
- Kick the bucket (1997)
- She walked by (2000)